# Taiwan op de Olympische Zomerspelen 1956
Taiwan nam deel aan de Olympische Zomerspelen 1956 in Melbourne, Australië. Ook deze keer werd geen enkele medaille gewonnen.

## Deelnemers en resultaten

### Atletiek
| Olympiër         | Discipline             | Resultaat | Prestatie                                           |
| ---------------- | ---------------------- | --------- | --------------------------------------------------- |
| Tsai Cheng-Fu    | 400m horden (m)        | 26e       | serie 3: 6de in 54,6                                |
| Te-Sheng Ling    | verspringen (m)        | 16e       | kwalificatie: 16de met 7,11m                        |
| Wu Chun-Tsai     | hink-stap-springen (m) | 26e       | kwalificatie: 26ste met 14,36m                      |
| Yang Chuan-Kwang | hoogspringen (m)       | 20e       | kwalificatie: 7de met 1,92m finale: 20ste met 1,86m |
| Yang Chuan-kwang | tienkamp (m)           | 8e        | 6521 punten                                         |

### Basketbal
| Olympiër | Discipline | Resultaat | Prestatie |
| --- | ---------- | --------- | --- |
| Chen Tsu-Li Chien Kok-Ching Hoo Cha-Pen James Yap Lai Lam-Kwong Ling Jing-Huan Loo Hor-Kuay Tong Suet-Fong Wang Yih-Jiun Willie Chu Wu Yet-An Yung Pi-Hock | mannen     | 11e       | groep C: 3de W van Zuid-Korea: 83-76 V van Uruguay: 62-85 V van Bulgarije: 71-88 9-15de plek: 1ste W van Singapore: 67-64 W van Australië: 86-73 W van Thailand: 65-52 9-12de plek: V van Japan: 61-82 11-12de plek: W van Australië: 87-70 |

| Groep C |            |             |             |             |        |        |        |        |
|         | Land       | Wedstrijden | Wedstrijden | Wedstrijden | Punten | Punten | Punten | Punten |
| G       | Land       | W           | V           | V           | T      | Saldo  |        | Punten |
| 1       | Uruguay    | 3           | 3           | 0           | 238    | 187    | +51    | 6      |
| 2       | Bulgarije  | 3           | 2           | 1           | 242    | 199    | +43    | 5      |
| 3       | Taiwan     | 3           | 1           | 2           | 216    | 249    | -33    | 4      |
| 4       | Zuid-Korea | 3           | 0           | 3           | 194    | 255    | -61    | 3      |

| Ronde      | Plaats     | Land  | Score     | Land |
| ---------- | ---------- | ----- | --------- | ---- |
| Groepsfase |            |       |           |      |
| Melbourne  | Zuid-Korea | 76-83 | Taiwan    |      |
| Melbourne  | Uruguay    | 85-62 | Taiwan    |      |
| Melbourne  | Taiwan     | 71-88 | Bulgarije |      |

| 9-15de plek groep 1 |           |             |             |             |            |            |            |        |
| #                   | Land      | Wedstrijden | Wedstrijden | Wedstrijden | Doelpunten | Doelpunten | Doelpunten | Punten |
| #                   | Land      | G           | W           | V           | V          | T          | Saldo      | Punten |
| 1                   | Taiwan    | 3           | 3           | 0           | 218        | 189        | +29        | 6      |
| 2                   | Australië | 3           | 2           | 1           | 258        | 208        | +50        | 5      |
| 3                   | Singapore | 3           | 1           | 2           | 200        | 215        | -15        | 4      |
| 4                   | Thailand  | 3           | 0           | 3           | 150        | 214        | -64        | 3      |

| Ronde        | Plaats    | Land  | Score    | Land |
| ------------ | --------- | ----- | -------- | ---- |
| Groepsfase   |           |       |          |      |
| Melbourne    | Singapore | 64-67 | Taiwan   |      |
| Melbourne    | Australië | 73-86 | Taiwan   |      |
| Melbourne    | Taiwan    | 65-52 | Thailand |      |
| 9-12de plek  |           |       |          |      |
| Melbourne    | Taiwan    | 61-82 | Thailand |      |
| 11-12de plek |           |       |          |      |
| Melbourne    | Taiwan    | 87-70 | Thailand |      |

### Boksen
| Olympiër       | Discipline | Resultaat | Prestatie                           |
| -------------- | ---------- | --------- | ----------------------------------- |
| Lee Shih-Chuan | -67kg (m)  | 9e        | 1ste ronde: V van RSA Andre: punten |

### Gewichtheffen
| Olympiër      | Discipline | Resultaat | Prestatie                                                                            |
| ------------- | ---------- | --------- | ------------------------------------------------------------------------------------ |
| Song Re-Nado  | -56kg (m)  | 9e        | drukken: 9de met 85kg trekken: 9de met 85kg stoten: 8ste met 117,5kg totaal: 287,5kg |
| Lim Jose-Ning | -60kg (m)  | 9e        | drukken: 18de met 87,5kg trekken: geen geldige poging                                |
| Ko Bu-Beng    | -75kg (m)  | 12e       | drukken: 15de met 90kg trekken: 13de met 100kg stoten: 12de met 135kg totaal: 325kg  |

### Schietsport
| Olympiër   | Discipline                  | Resultaat | Prestatie                         |
| ---------- | --------------------------- | --------- | --------------------------------- |
| Wu Tao-yan | 50m geweer 3 houdingen (m)  | 22e       | 1140 punten: (394-382-364)        |
| Wu Tao-yan | 50m geweer liggnend (m)     | 19e       | 595 punten: (98-99-99-99-100-100) |
| Wu Tao-yan | 300m geweer 3 houdingen (m) | 15e       | 1025 punten: (370-349-306)        |

Afghanistan · Argentinië · Australië · Bahama's · België · Bermuda · Birma · Brazilië · Brits-Guiana · Bulgarije · Cambodja* · Canada · Ceylon · Chili · Colombia · Cuba · Denemarken · Duits eenheidsteam · Egypte* · Ethiopië · Fiji · Filipijnen · Finland · Frankrijk · Griekenland · Groot-Brittannië · Hongarije · Hongkong · Ierland · IJsland · India · Indonesië · Iran · Israël · Italië · Jamaica · Japan · Joegoslavië · Kenia · Liberia · Luxemburg · Malakka · Mexico · Nederland* · Nieuw-Zeeland · Nigeria · Noord-Borneo · Noorwegen · Oeganda · Oostenrijk · Pakistan · Peru · Polen · Portugal · Puerto Rico · Roemenië · Singapore · Sovjet-Unie · Spanje* · Taiwan · Thailand · Trinidad en Tobago · Tsjecho-Slowakije · Turkije · Uruguay · Venezuela · Verenigde Staten · Vietnam · Zuid-Afrika · Zuid-Korea · Zweden · Zwitserland*

*alleen deelgenomen in Stockholm